# پیخچین

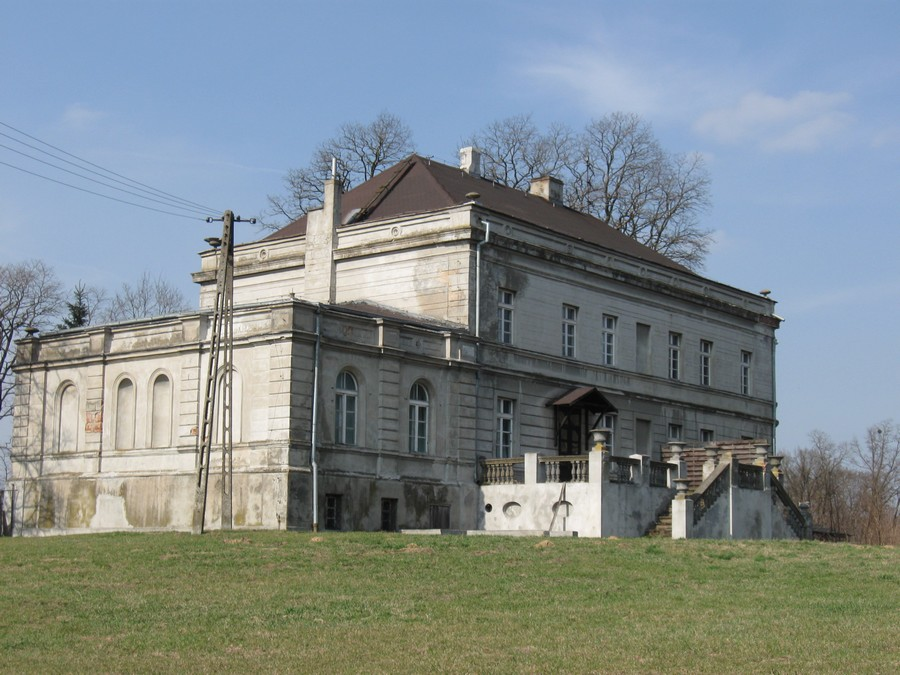
کاخی در پیخچین

پیخچین (به لهستانی: Piechcin) یک روستا در لهستان است که در گمینا بارچین واقع شده‌است. پیخچین ۲٬۹۸۷ نفر جمعیت دارد.